# Міністерство закордонних справ Естонії
Міністе́рство закордо́нних справ Есто́нії, МЗС Естонії (ест. Välisministeerium) — центральний орган виконавчої влади, діяльність якого спрямовується та координується Урядом Естонії. МЗС Естонії здійснює державне управління в області стосунків Естонії з іноземними державами і міжнародними організаціями, а також є головним органом у системі центральних органів виконавчої влади у формуванні та забезпеченні реалізації державної політики у сфері зовнішніх відносин Естонії.
З 17 квітня 2023 року міністром закордонних справ Естонії є Маргус Тсахкна.

## Історія
Міністерство закордонних справ Естонської Республіки, засноване 1918 року, спочатку розташовувалося в будинку № 14 на Ратушній площі. Наприкінці 1918 року Міністерство закордонних справ переїхало на шосе Вяйке-Пярну. 1921 року міністерство знову переїхало, цього разу в будівлю колишнього естонського лицарства, де міністерство працювало до радянської окупації Естонії 1940 року.
До кінця 1919 року в міністерстві закордонних справ було 29 чиновників, 14 з яких входили до складу відділення під назвою «Естурі». Герман Хеллат був главою політичного департаменту Міністерства закордонних справ з 11 березня 1919 року.
З розширенням зовнішніх зв'язків колишній політичний департамент розділили на східний та західний політичні департаменти 1920 року. Західне політичне управління мало справу з Західною Європою й Америкою, а східне політичне управління — з Фінляндією, Латвією, Литвою, Польщею, Далеким Сходом і Малою Азією. Наприкінці 1920 року створили окреме відділення, яке займалося СРСР. «Естурі» був виключений зі складу Міністерства закордонних справ, і замість нього створили відділ інформації.
Після радянської окупації Естонії національний уряд у вигнанні взяв на себе обов'язки міністерства закордонних справ. Після розвалу Радянського Союзу і саморозпуску уряду у вигнанні Міністерство закордонних справ знову відновило свої функції.

## Керівництво
Керівництво Міністерства внутрішніх справ Естонії:

### Центральне керівництво
- Міністр закордонних справ — Урмас Рейнсалу
- Канцлер — Джонатан Всевіов[et]

### Заступники
- Заступник міністра з політичних питань — Кілліке Сіласте-Еллінг
- Заступник міністра з питань зовнішньої економіки та розвитку співробітництва — Андрес Рунду
- Заступник міністра з глобальних питань — Март Волмер
- Заступник міністра з правових і консульських питань — Еркі Кодар
- Заступника міністра з адміністративних питань — Олаві Сейсонен

## Функції керівництва

### Міністр закордонних справ
Міністр внутрішніх справ є членом уряду, який займається побудовою зовнішнього іміджу країни. Він організовує роботу Міністерства закордонних справ та ухвалює рішення з питань, що належать до сфери діяльності міністерства. Крім того, міністр звітує перед урядом про діяльність Міністерства закордонних справ і вносить пропозиції щодо розв'язання питань, що стосуються сфери діяльності міністерства.
Міністр закордонних справ надає уряду пропозиції щодо бюджету міністерства, і за необхідності — додаткового бюджету. Він також ухвалює рішення про використання бюджетних ресурсів та контролює виконання бюджету. На підставі державного бюджету міністр також стверджує бюджети державних органів, які належать до сфери управління міністерства.
Міністр закордонних справ ухвалює рішення про формування державних установ, що знаходяться у віданні міністерства, і затверджує їхній статут, структуру та організацію роботи.

### Канцлер
Канцлер керує роботою структурних підрозділів міністерства та координує діяльність державних органів у сфері управління міністерства закордонних справ Естонії.

## Структура
До апарату міністерства входять:

Структура Міністерства закордонних справ Естонії

- Департамент з адміністративних питань
- Департамент з консульських питань
- Департамент з питань внутрішнього міністерського аудиту
- Департамент з питань громадської дипломатії
- Департамент з питань дипломатичної безпеки
- Департамент європейської й трансатлантичної співпраці
- Департамент з питань зовнішньоекономічного співробітництва та співпраці в цілях розвитку
- Департамент з питань інформаційних технологій
- Департамент з питань людських ресурсів
- Департамент з питань національного протоколу
- Департамент з питань політики
- Департамент з питань фінансів
- Департамент з юридичних питань.

## Завдання та функції
- Внесення пропозицій щодо планування зовнішньої політики держави, розв'язання питань, пов'язаних з міжнародними угодами та зовнішньоекономічним співробітництвом;
- Організація відносин Естонської Республіки із закордонними партнерами та міжнародними організаціями;
- Організація внутрішніх і зовнішніх протоколів для святкування національних свят і проведення важливих для країни закордонних поїздок, а також для приймання високоповажних гостей;
- Захист прав та інтересів громадян і юридичних осіб Естонії за кордоном;
- Організація міжнародного розвитку та гуманітарної допомоги Естонії, а також розробка відповідних законодавчих ініціатив.